# Chaqar
Chaqar (persiska: چقر) är en ort i Iran.   Den ligger i provinsen Khorasan, i den nordöstra delen av landet, 700 km öster om huvudstaden Teheran. Chaqar ligger 449 meter över havet och antalet invånare är 602.
Terrängen runt Chaqar är kuperad norrut, men söderut är den platt. Terrängen runt Chaqar sluttar österut.Runt Chaqar är det ganska glesbefolkat, med 28 invånare per kvadratkilometer. Närmaste större samhälle är Chāpeshlū, 14,5 km sydväst om Chaqar. Trakten runt Chaqar består i huvudsak av gräsmarker.